# 마지마 고로
마지마 고로(일본어: 真島吾朗)은 세가의 액션 게임 「용과 같이」시리즈에 등장하는 가공의 인물.